# Kamienica Pod Jeleniem w Krakowie
Kamienica Pod Jeleniem (lub "Ludwikowska" od nazwiska właścicieli – Ludwigów) – zabytkowa kamienica znajdująca się w Krakowie, w dzielnicy I Stare Miasto przy Rynku Głównym 36, na rogu z ulicą Sławkowską 1, na Starym Mieście.
Od połowy XVI wieku w kamienicy tej mieścił się zajazd „Pod Jeleniem”, w którym gościli w m.in. Johann W. Goethe i car Mikołaj I.
12 stycznia 1931 kamienica została wpisana do rejestru zabytków. Znajduje się także w gminnej ewidencji zabytków.

Tablica upamiętniająca pobyt Goethego